# Saint-Martin-lès-Langres
Saint-Martin-lès-Langres là một xã thuộc tỉnh Haute-Marne trong vùng Grand Est đông bắc nước Pháp. Xã này nằm ở khu vực có độ cao trung bình 400 mét trên mực nước biển.